# Skyltaren
Skyltaren är en sjö i Sala kommun i Västmanland och ingår i Norrströms huvudavrinningsområde.